# Sergio Pipan
Sergio Pipan (Trieste, 5 maggio 1942) è un giornalista e saggista italiano.
Si firma Sergey Pipan dal 2010, poiché ritiene che tale forma slava sia più rispondente alla sua identità, umana e culturale.

## Biografia
Ha conseguito presso la Facoltà di Magistero dell'Università di Trieste la laurea in Materie Letterarie (relatore Claudio Magris), con una tesi sul Kursbuch di Hans Magnus Enzensberger.
Suoi articoli di carattere storico e letterario sono apparsi nella stampa di Trieste, Gorizia, Cividale, Milano, Lubiana, Maribor e Klagenfurt.
Scrive per le riviste Isonzo-Soča di Gorizia, Trieste Arte&cultura e Dom di Cividale.
Come saggista ha pubblicato la trilogia In ricordo del poeta: Kosovel, 1996 (bilingue sloveno e italiano), I simboli degli sloveni, 1997 (in 4 lingue: sloveno, inglese, italiano e tedesco) e Bartol, 2010 (in italiano).
| Controllo di autorità | VIAF (EN) 11679515 · ISNI (EN) 0000 0000 3258 5390 · SBN TSAV227975 · LCCN (EN) n2003034851 |